# Veparala
Veparala es una ciudad censal situada en el distrito YSR en el estado de Andhra Pradesh (India). Su población es de 6712 habitantes (2011). Se encuentra a 75 km de Kadapa.

## Demografía
Según el censo de 2011 la población de Veparala era de 6712 habitantes, de los cuales 3308 eran hombres y 3404 eran mujeres. Veparala tiene una tasa media de alfabetización del 62,87%, inferior a la media estatal del 67,02%: la alfabetización masculina es del 77,18%, y la alfabetización femenina del 49,23%.